# Алексеев, Николай Геннадиевич
Николай Геннадиевич Алексе́ев (род. 1 мая 1956, Ленинград) — советский и российский дирижёр, народный артист Российской Федерации (2007). С 2024 года — главный дирижёр Санкт-Петербургской филармонии.

## Биография
Николай Алексеев окончил ленинградское Хоровое училище имени М. И. Глинки, затем Ленинградскую консерваторию (1983) как хоровой дирижёр (класс Авенира Михайлова) и оперно-симфонический дирижёр (класс Мариса Янсонса).
В 1982 году был удостоен первой премии на Международном конкурсе дирижёров Фонда Герберта фон Караяна в Берлине, после чего был приглашён Юрием Темиркановым на стажировку в Мариинский театр; по словам Алексеева, участие Темирканова во многом определило его музыкальную судьбу.
В 1985 — 2001 годы возглавлял Симфонический оркестр Ульяновской филармонии. Одновременно в 1994—1998 годы — дирижёр Загребского филармонического оркестра.
В 1983 году, будучи студентом консерватории, был приглашён главным дирижёром ГСО ЭССР Пеэтером Лилье продирижировать гостевым концертом.
С 1995 года Алексеев начал систематически выступать с Эстонским национальным симфоническим оркестром, а с 2001 года занимал пост главного дирижёра этого коллектива (контракт закончился в 2010 году). Одновременно с 2000 года является одним из дирижёров Заслуженного коллектива России Академического симфонического оркестра Санкт-Петербургской филармонии (под руководством Юрия Темирканова). В сезоне 2002/2003 годов также был главным приглашённым дирижёром Большого театра.
С 2024 года — главный дирижёр Санкт-Петербургской филармонии, где ранее был главным дирижёром Заслуженного коллектива.

## Награды, премии и звания
- Заслуженный артист РСФСР (1991)
- Народный артист Российской Федерации (13 марта 2007 года) — за большие заслуги в области искусства[5].
- Орден Дружбы (21 февраля 2022 года) — за большой вклад в развитие отечественной культуры и искусства, многолетнюю плодотворную деятельность[6].
- Кавалер Ордена Белой Звезды III степени (6 февраля 2006 года, Эстония)[7].
- Лауреат государственной премии Эстонии в области культуры (2010).
- Премия Ленинского комсомола (1986) — за концертные программы 1984—1985 годов.
- Лауреат Международного конкурса дирижёров Фонда Герберта фон Караяна (1982).
- Лауреат конкурса имени Вацлава Талиха в Праге (1985).